# Orateurs attiques

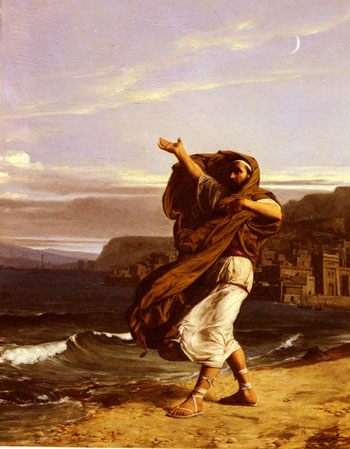
La vie des dix orateurs attiques, ici Démosthène à l'ouvrage, fut décrite par un inconnu désigné sous l'anonyme de « pseudo-Plutarque », dans la vie des dix orateurs

On appelle orateurs attiques les grands orateurs (en grec ancien ῥήτωρ / rhêtôr en grec ancien) ou logographes, du Ve et du IVe siècle av. J.-C. dont le style de discours (atticisme) a été traditionnellement opposé sur le fond et sur la forme au style d'Asie mineure, dit asianisme. 
Leur liste varie suivant les auteurs, mais on retient généralement dix noms, donnés par le pseudo-Plutarque et dont l'origine remonterait à Caecilius de Calé Acté et Denys d'Halicarnasse.
- Antiphon, le premier dont les discours aient été publiés ;
- Lysias, spécialiste des plaidoyers civils ;
- Andocide, amateur si l'on peut dire, car les discours que l'on a de lui touchent sa propre vie ;
- Isocrate, le rhéteur philosophe ;
- Isée, spécialiste des affaires d'héritage ;
- Dinarque, logographe pro-macédonien ;
- Démosthène, qui met son éloquence au service de ses convictions politiques ;
- Eschine, adversaire de Démosthène ;
- Hypéride, adversaire de Philippe comme Démosthène ;
- Lycurgue, adversaire de Philippe.

## Analyse
On peut distinguer trois grands genres d'éloquence : 
- l'éloquence judiciaire dans laquelle excellèrent Isée et Lysias ;
- l'éloquence épidictique ou d'apparat, qui recouvre les genres du panégyrique et de l'oraison funèbre, dont le principal représentant est Isocrate ;
- l'éloquence politique, principal genre d'éloquence au IVe siècle, dont les maîtres sont Eschine, Hypéride, Lycurgue et Démosthène.

## Disparition
L'éloquence antique disparaît à la fin de la période classique, dont elle était le produit, lorsque Philippe II de Macédoine défait les Grecs à la bataille de Chéronée en 338. C'est dans le contexte de la menace macédonienne que Démosthène avait rédigé ses derniers discours, les Philippiques.

### Anciennes éditions en ligne
- Orationes Attici [Orateurs attiques], éd. grecque et trad. latine par Johann Georg Baiter, Ernst Anton Julius Ahrens et Karl Müller, Paris, 1846-1854, 2 vol. (Scriptorum Graecorum bibliotheca, 27 et 43) (en ligne).
- Plutarque, Vies des dix orateurs grecs, dans Œuvres morales de Plutarque, 4, trad. par Dominique Ricard, Paris, 1844 (1re éd. 1783-1795), p. 141-198 (en ligne).
- Extraits des orateurs attiques, Louis Bodin, Hachette 1914, ( en ligne)

### Monographies
- Suzanne Saïd, Monique Trédé et Alain Le Boulluec, Histoire de la littérature grecque, Paris, Presses universitaires de France, coll. « Premier Cycle », 1997 (ISBN 2130482333 et 978-2130482338), 3e édition « Quadrige manuels », octobre 2013, chapitre VI « L'éloquence », pp. 243-276.
- Laurent Pernot, La Rhétorique dans l'Antiquité, Paris, Le Livre de Poche, coll. « Références », 2000, 351 p. (ISBN 978-2-253-90553-0), p. 57-59

### À propos du "canon"
- (en) R. M. Smith, « A New Look at the Canon of the Ten Attic Orators », Mnemosyne, vol. 48, no 1,‎ 1995, p. 66-79
- (en) Neil O’Sullivan (dir.), « Caecilius, the “Canons” of Writers, and the Origins of Atticism », dans Roman Eloquence : Rhetoric in Society and Literature, Londres, 1997 (ISBN 0-415-12544-8, lire en ligne), p. 32-49 ;
- (en) Ian Worthington, « The Canon of the Ten Attic Orators », dans Persuasion : Greek rhetoric in action, Londres et New York, 1994 (ISBN 0-415-08139-4, lire en ligne), p. 244-263 ;

### À propos des orateurs
- (en) Edwin Carawan, The Attic Orators, Oxford, Oxford University Press, coll. « Oxford Readings in Classical Studies », 2007, 480 p. (ISBN 978-0-199-27993-7)
- Jules Girard, Études sur l'éloquence attique, Librairie Hachette, 1884 (lire en ligne)
  - Jules Girard, « L'atticisme dans Lysias », dans Études sur l'éloquence attique, Librairie Hachette, 1884 (lire en ligne), p. 1-83
  - Jules Girard, « Hypéride, sa vie et ses discours », dans Études sur l'éloquence attique, Librairie Hachette, 1884 (lire en ligne), p. 85-233
  - Jules Girard, « Démosthène dans l'affaire d'Harpale », dans Études sur l'éloquence attique, Librairie Hachette, 1884 (lire en ligne), p. 235-305
- (en) Richard Claverhouse Jebb, Attic Orators : From Antiphon to Isaeus, 1893 (lire en ligne)
- (en) Stephen Usher, Greek Oratory : Tradition and Originality, Oxford, Oxford University Press, 2002, 404 p. (ISBN 978-0-19-925002-8)